# Conostylis
Conostylis är ett släkte av enhjärtbladiga växter. Conostylis ingår i familjen Haemodoraceae.

## Bildgalleri

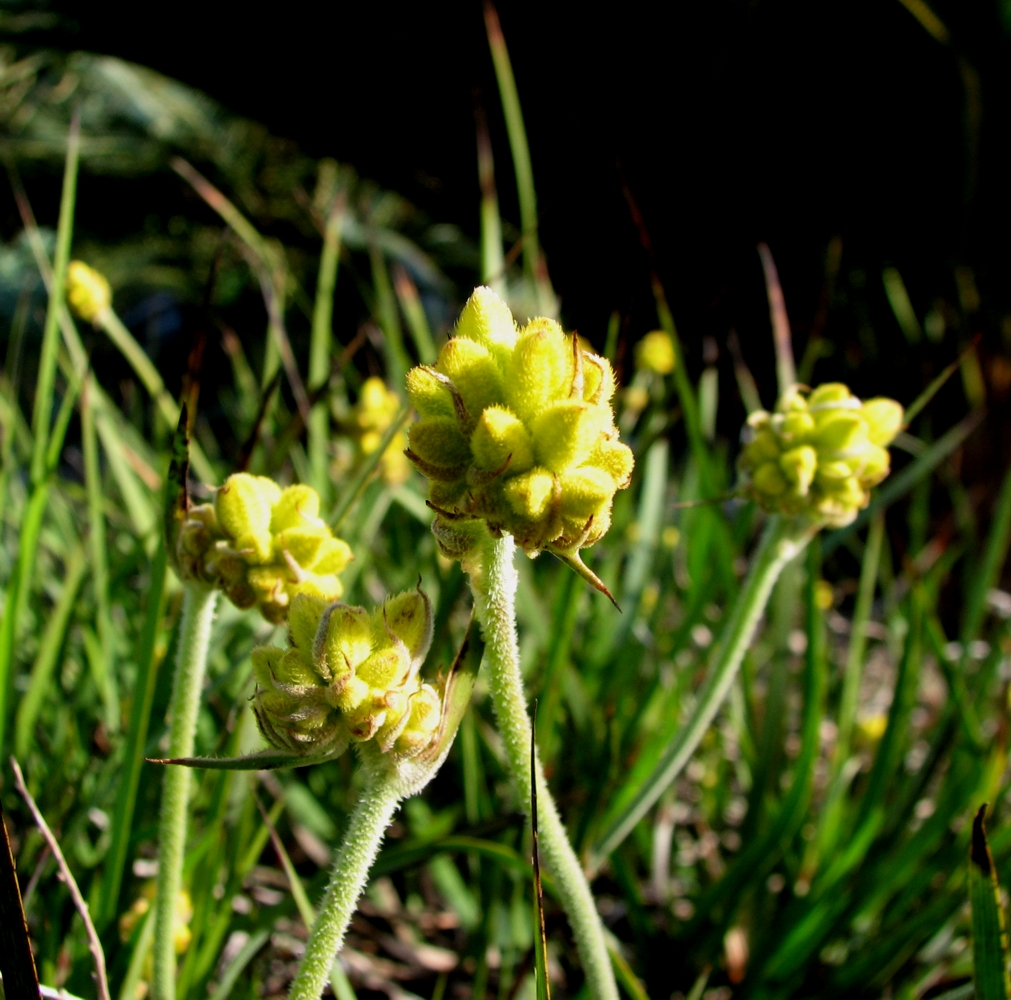

## Dottertaxa tillConostylis, i alfabetisk ordning[1]
- Conostylis aculeata
- Conostylis albescens
- Conostylis androstemma
- Conostylis angustifolia
- Conostylis argentea
- Conostylis aurea
- Conostylis bealiana
- Conostylis bracteata
- Conostylis breviscapa
- Conostylis candicans
- Conostylis canteriata
- Conostylis caricina
- Conostylis crassinerva
- Conostylis deplexa
- Conostylis dielsii
- Conostylis drummondii
- Conostylis festucacea
- Conostylis hiemalis
- Conostylis juncea
- Conostylis latens
- Conostylis laxiflora
- Conostylis lepidospermoides
- Conostylis micrantha
- Conostylis misera
- Conostylis neocymosa
- Conostylis pauciflora
- Conostylis petrophiloides
- Conostylis phathyrantha
- Conostylis prolifera
- Conostylis pusilla
- Conostylis resinosa
- Conostylis robusta
- Conostylis rogeri
- Conostylis scorsiflora
- Conostylis seminuda
- Conostylis serrulata
- Conostylis setigera
- Conostylis setosa
- Conostylis stylidioides
- Conostylis teretifolia
- Conostylis teretiuscula
- Conostylis tomentosa
- Conostylis vaginata
- Conostylis villosa
- Conostylis wonganensis